# تپه قراول تپه سی
تپه قراول تپه سی در شهرستان نیر، بخش مرکزی، دهستان دورسون خواجه، روستای ویرثق واقع شده و این اثر در تاریخ ۱۸ اسفند ۱۳۸۷ با شمارهٔ ثبت ۲۵۳۹۳ به‌عنوان یکی از آثار ملی ایران به ثبت رسیده است.